# Ascenso de Fútbol Femenino Profesional de Ecuador 2021
El Ascenso Nacional Femenino 2021, es un torneo especial de fútbol femenino ecuatoriano, debido a la reestructuración de los torneos debido a la pandemia del covid-19 en Ecuador, este torneo fue organizado por CONFA, la Comisión Nacional de Fútbol Aficionado, anexa a la Federación Ecuatoriana de Fútbol con el objetivo de buscar los 2 equipos ascendidos a la Súperliga Femenina 2022.

## Sistema de campeonato
El sistema del campeonato es el tradicional formato de eliminación directa estilo play-off ida y vuelta de 16 equipos de los cuales clasificaron mediante la siguiente manera:
| N.° | Torneo                                                        | Clubes | Cupos |
| --- | ------------------------------------------------------------- | ------ | ----- |
| 1   | Liga Amateur                                                  | 24     | 6     |
| 2   | [[Archivo:\|20x20px\|border\|Bandera de Pichincha]] Pichincha | 10     | 4     |
| 3   | Cañar                                                         | 4      | 1     |
| 4   | Carchi                                                        | 4      | 1     |
| 5   | Guayas                                                        | 3      | 1     |
| 6   | Imbabura                                                      | 3      | 1     |
| 7   | Loja                                                          | 3      | 1     |
| 8   | Manabí                                                        | 3      | 1     |

## Equipos clasificados
| Torneo                                                                | Equipo | Vía de clasificación |
| --------------------------------------------------------------------- | --- | --- |
| Liga Amateur 6 cupos                                                  | Delfín Sporting Club Club Atlético Fluminense Alianza Fútbol Club Deportivo Santo Domingo Cumandá Agua Lluvia Fútbol Club Mushuc Runa Sporting Club | Campeón de la Liga de Fútbol Amateur Femenina 2021 Subcampeón de la Liga de Fútbol Amateur Femenina 2021 3.° puesto de la Liga de Fútbol Amateur Femenina 2021 4.° puesto de la Liga de Fútbol Amateur Femenina 2021 5° puestode la Liga de Fútbol Amateur Femenina 2021 6.° puesto de la Liga de Fútbol Amateur Femenina 2021 |
| Cañar 1 cupo                                                          | Club Deportivo Especializado Canteros | Campeón del Campeonato Provincial Femenino de Cañar 2021 |
| Carchi 1 cupo                                                         | Club Deportivo Dunamis 04 | Campeón del Campeonato Provincial Femenino de Carchi 2021 |
| Guayas 1 cupo                                                         | 9 de Octubre Fútbol Club | Campeón del Campeonato Provincial Femenino de Guayas 2021 |
| Imbabura 1 cupo                                                       | Club Deportivo Ibarra | Campeón del Campeonato Provincial Femenino de Imbabura 2021 |
| Loja 1 cupo                                                           | Libertad Fútbol Club | Campeón del Campeonato Provincial Femenino de Loja 2021 |
| Manabí 1 cupo                                                         | Manta Fútbol Club | Campeón del Campeonato Provincial Femenino de Manabí 2021 |
| [[Archivo:\|20x20px\|border\|Bandera de Pichincha]] Pichincha 4 cupos | Club Deportivo Universidad Católica Club Cumbayá Spirit Sociedad Deportiva Aucas Fútbol Club Sandino                                                | Campeón del Campeonato Provincial Femenino de Pichincha 2021 Subcampeón del Campeonato Provincial Femenino de Pichincha 2021 3.° puesto del Campeonato Provincial Femenino de Pichincha 2021 4.° puesto del Campeonato Provincial Femenino de Pichincha 2021                                                                   |

## Fase Final
|  | Octavos de final        | Octavos de final | Octavos de final    |   |                      | Cuartos de final | Cuartos de final | Cuartos de final |  |                      | Semifinales | Semifinales | Semifinales |  |                      | Final           | Final |  |
|  |                         |                  |                     |   |                      |                  |                  |                  |  |                      |             |             |             |  |                      | 11 de diciembre |       |  |
|  |                         |                  |                     |   |                      |                  |                  |                  |  |                      |             |             |             |  |                      |                 |       |  |
|  |                         |                  |                     |   |                      |                  |                  |                  |  |                      |             |             |             |  |                      |                 |       |  |
|  | Sandino                 | 1                | 2                   |   |                      |                  |                  |                  |  |                      |             |             |             |  |                      |                 |       |  |
|  | Sandino                 | 1                | 2                   |   |                      |                  |                  |                  |  |                      |             |             |             |  |                      |                 |       |  |
|  | Mushuc Runa             | 1                | 3                   |   |                      |                  |                  |                  |  |                      |             |             |             |  |                      |                 |       |  |
|  | Mushuc Runa             | 1                | 3                   |   | Mushuc Runa          | 1                | 2                |                  |  |                      |             |             |             |  |                      |                 |       |  |
|  |                         |                  |                     |   | Mushuc Runa          | 1                | 2                |                  |  |                      |             |             |             |  |                      |                 |       |  |
|  |                         |                  | Cumbayá Spirit      | 3 | 1                    |                  |                  |                  |  |                      |             |             |             |  |                      |                 |       |  |
|  | Dunamis 04              | 1                | Cumbayá Spirit      | 3 | 1                    | 1                |                  |                  |  |                      |             |             |             |  |                      |                 |       |  |
|  | Dunamis 04              | 1                |                     |   |                      |                  |                  |                  |  |                      |             |             |             |  |                      |                 |       |  |
|  | Cumbayá Spirit          | 4                | 5                   |   |                      |                  |                  |                  |  |                      |             |             |             |  |                      |                 |       |  |
|  | Cumbayá Spirit          | 4                | 5                   |   |                      |                  |                  |                  |  | Universidad Católica | 0           | 2           |             |  |                      |                 |       |  |
|  |                         |                  |                     |   |                      |                  |                  |                  |  | Universidad Católica | 0           | 2           |             |  |                      |                 |       |  |
|  |                         |                  | Cumbayá Spirit      | 1 | 0                    |                  |                  |                  |  |                      |             |             |             |  |                      |                 |       |  |
|  | Atlético Fluminense     | 2                | Cumbayá Spirit      | 1 | 0                    | 0                |                  |                  |  |                      |             |             |             |  |                      |                 |       |  |
|  | Atlético Fluminense     | 2                |                     |   |                      |                  |                  |                  |  |                      |             |             |             |  |                      |                 |       |  |
|  | 9 de Octubre            | 0                | 0                   |   |                      |                  |                  |                  |  |                      |             |             |             |  |                      |                 |       |  |
|  | 9 de Octubre            | 0                | 0                   |   | Universidad Católica | 2                | 1                |                  |  |                      |             |             |             |  |                      |                 |       |  |
|  |                         |                  |                     |   | Universidad Católica | 2                | 1                |                  |  |                      |             |             |             |  |                      |                 |       |  |
|  |                         |                  | Atlético Fluminense | 1 | 1                    |                  |                  |                  |  |                      |             |             |             |  |                      |                 |       |  |
|  | Deportivo Santo Domingo | 0                | Atlético Fluminense | 1 | 1                    | 0                |                  |                  |  |                      |             |             |             |  |                      |                 |       |  |
|  | Deportivo Santo Domingo | 0                |                     |   |                      |                  |                  |                  |  |                      |             |             |             |  |                      |                 |       |  |
|  | Universidad Católica    | 2                | 3                   |   |                      |                  |                  |                  |  |                      |             |             |             |  |                      |                 |       |  |
|  | Universidad Católica    | 2                | 3                   |   |                      |                  |                  |                  |  |                      |             |             |             |  | Universidad Católica | 1               |       |  |
|  |                         |                  |                     |   |                      |                  |                  |                  |  |                      |             |             |             |  | Universidad Católica | 1               |       |  |
|  |                         |                  | Deportivo Ibarra    | 2 |                      |                  |                  |                  |  |                      |             |             |             |  |                      |                 |       |  |
|  | Cumandá                 | 3                | Deportivo Ibarra    | 2 | 1                    |                  |                  |                  |  |                      |             |             |             |  |                      |                 |       |  |
|  | Cumandá                 | 3                |                     |   |                      |                  |                  |                  |  |                      |             |             |             |  |                      |                 |       |  |
|  | Manta                   | 1                | 0                   |   |                      |                  |                  |                  |  |                      |             |             |             |  |                      |                 |       |  |
|  | Manta                   | 1                | 0                   |   | Cumandá              | 0                | 0                |                  |  |                      |             |             |             |  |                      |                 |       |  |
|  |                         |                  |                     |   | Cumandá              | 0                | 0                |                  |  |                      |             |             |             |  |                      |                 |       |  |
|  |                         |                  | Deportivo Ibarra    | 5 | 5                    |                  |                  |                  |  |                      |             |             |             |  |                      |                 |       |  |
|  | Deportivo Ibarra        | 9                | Deportivo Ibarra    | 5 | 5                    | 10               |                  |                  |  |                      |             |             |             |  |                      |                 |       |  |
|  | Deportivo Ibarra        | 9                |                     |   |                      |                  |                  |                  |  |                      |             |             |             |  |                      |                 |       |  |
|  | Libertad                | 0                | 0                   |   |                      |                  |                  |                  |  |                      |             |             |             |  |                      |                 |       |  |
|  | Libertad                | 0                | 0                   |   |                      |                  |                  |                  |  | Aucas                | 2           | 0           |             |  |                      |                 |       |  |
|  |                         |                  |                     |   |                      |                  |                  |                  |  | Aucas                | 2           | 0           |             |  |                      |                 |       |  |
|  |                         |                  | Deportivo Ibarra    | 1 | 4                    |                  |                  |                  |  |                      |             |             |             |  |                      |                 |       |  |
|  | Aucas                   | 1                | Deportivo Ibarra    | 1 | 4                    | 2                |                  |                  |  |                      |             |             |             |  |                      |                 |       |  |
|  | Aucas                   | 1                |                     |   |                      |                  |                  |                  |  |                      |             |             |             |  |                      |                 |       |  |
|  | Alianza                 | 1                | 1                   |   |                      |                  |                  |                  |  |                      |             |             |             |  |                      |                 |       |  |
|  | Alianza                 | 1                | 1                   |   | Aucas                | 1                | 1                |                  |  |                      |             |             |             |  |                      |                 |       |  |
|  |                         |                  |                     |   | Aucas                | 1                | 1                |                  |  |                      |             |             |             |  |                      |                 |       |  |
|  |                         |                  | Delfín              | 0 | 0                    |                  |                  |                  |  |                      |             |             |             |  |                      |                 |       |  |
|  | Delfín                  | 2                | Delfín              | 0 | 0                    | 0                |                  |                  |  |                      |             |             |             |  |                      |                 |       |  |
|  | Delfín                  | 2                |                     |   |                      |                  |                  |                  |  |                      |             |             |             |  |                      |                 |       |  |
|  | Canteros                | 1                | 1                   |   |                      |                  |                  |                  |  |                      |             |             |             |  |                      |                 |       |  |
|  | Canteros                | 1                | 1                   |   |                      |                  |                  |                  |  |                      |             |             |             |  |                      |                 |       |  |
|  |                         |                  |                     |   |                      |                  |                  |                  |  |                      |             |             |             |  |                      |                 |       |  |

### Octavos de final
| Fechas | Local en la ida         | Global | Local en la vuelta   | Ida   | Vuelta | Llave |
| ------ | ----------------------- | ------ | -------------------- | ----- | ------ | ----- |
| 2021   | Sandino                 | 3 - 4  | Mushuc Runa          | 1 - 1 | 2 - 3  | O1    |
| 2021   | Dunamis 04              | 2 - 9  | Cumbayá Spirit       | 1 - 4 | 1 - 5  | O2    |
| 2021   | Atlético Fluminense     | 2 - 0  | 9 de Octubre         | 2 - 0 | 0 - 0  | O3    |
| 2021   | Deportivo Santo Domingo | 0 - 5  | Universidad Católica | 0 - 2 | 0 - 3  | O4    |
| 2021   | Cumandá                 | 4 - 1  | Manta                | 3 - 1 | 1 - 0  | O5    |
| 2021   | Deportivo Ibarra        | 19 - 0 | Libertad             | 9 - 0 | 10 - 0 | O6    |
| 2021   | Aucas                   | 3 - 2  | Alianza              | 1 - 1 | 2 - 1  | O7    |
| 2021   | Delfín                  | 2 - 2  | Canteros             | 2 - 1 | 0 - 1  | O8    |

### Cuartos de final
| Fechas | Local en la ida      | Global | Local en la vuelta  | Ida   | Vuelta | Llave |
| ------ | -------------------- | ------ | ------------------- | ----- | ------ | ----- |
| 2021   | Mushuc Runa          | 3 - 4  | Cumbayá Spirit      | 1 - 3 | 2 - 1  | C1    |
| 2021   | Universidad Católica | 3 - 2  | Atlético Fluminense | 2 - 1 | 1 - 1  | C2    |
| 2021   | Cumandá              | 0 - 10 | Deportivo Ibarra    | 0 - 5 | 0 - 5  | C3    |
| 2021   | Aucas                | 2 - 0  | Delfín              | 1 - 0 | 1 - 0  | C4    |

### Semifinales
Las semifinales la disputaron los 4 equipos clasificados de los cuartos de final, los ganadores clasificaron a la final por el título y ambos ascendierón a la Súperliga Femenina de Ecuador 2022.
| Fechas | Local en la ida      | Global | Local en la vuelta | Ida   | Vuelta | Llave |
| ------ | -------------------- | ------ | ------------------ | ----- | ------ | ----- |
| 2021   | Universidad Católica | 2 - 1  | Cumbayá Spirit     | 0 - 1 | 2 - 0  | S1    |
| 2021   | Aucas                | 2 - 5  | Deportivo Ibarra   | 2 - 1 | 0 - 4  | S2    |

### Final
La final la disputaron los 2 equipos clasificados de las semifinales. Se enfrentaron el 11 de diciembre de 2021 a partido único en el estadio Rumiñahui. El ganador se consagró campeón y ascendió a la Súperliga Femenina de Ecuador 2022 al igual que el subcampeón.
| Fecha           | Estadio   | Equipo 1             | Resultado | Equipo 2         |
| --------------- | --------- | -------------------- | --------- | ---------------- |
| 11 de diciembre | Rumiñahui | Universidad Católica | 1 - 2     | Deportivo Ibarra |

#### Campeón
| Imbabura 3                                                                         |
| Club Deportivo Ibarra 1.er título Ascendió a la Súperliga Femenina de Ecuador 2022 |
| También ascendió Universidad Católica como subcampeón.                             |